# 7,5 cm Pak 41
Pak 41 (нім. 7,5 cm Panzerabwehrkanone 41) — німецька 75/55-мм протитанкова гармата з конічним каналом ствола, що використовувалася вермахтом на першому етапі (1939-1941рр.) Другої світової війни.
Ствол гармати мав змінний калібр: від з 75-мм у казенній частині до 55-мм у дульного зрізу, але звужувався не по всій довжині, а складався з трьох ділянок.

## Історія
Проєктування протитанкової гармати 7,5 cm Pak 41 розпочато компанією Krupp одночасно з розробкою 7,5 cm Pak 40 компанією Rheinmetall, і було його конкурентом. Однак Pak 41 відрізнялася конічним стволом змінного калібру, як у гармати 4,2 cm Pak 41.

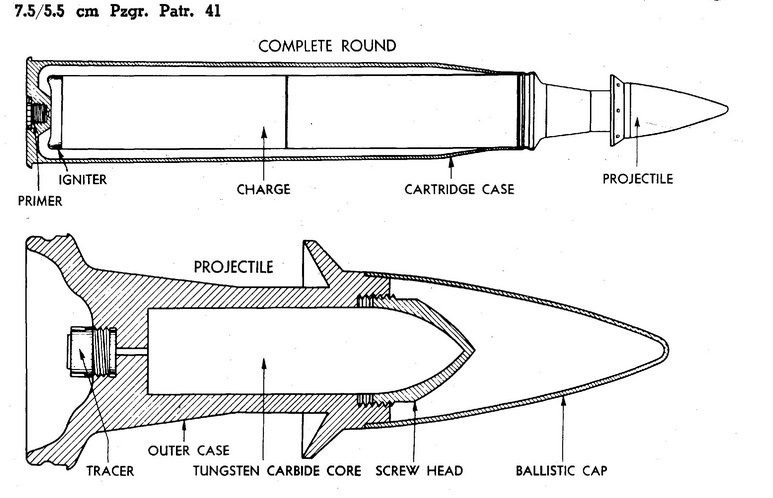
Боєприпаси до 75-мм протитанкової гармати Pak 41

Конструкція гармати фірми «Крупп» відрізнялася своєю оригінальністю. Гарматний ствол встановлювався в кульовій опорі гарматного щита. Тобто основною несучою конструкцією гармати був гарматний щит, який збирався з двох 7 мм листів броні. Знизу до гарматного щита кріпили підресорену вісь з колесами й станину.
Ствол змінного калібру звужувався від 75-мм до 55-мм, але звужувався не рівномірно по всій довжині, а по трьох ділянках. На першій ділянці завдовжки 2950 мм, яка починалася з казенника гармати, ствол мав діаметр 75-мм. На другій ділянці, довжиною в 960 мм, він звужувався до 55-мм. Третя ділянка циліндричної форми, довжиною 420 мм, мала діаметр 55-мм. Завдяки такій конструкції середню конічну частину, що піддавалася при стрільбі найбільшому зносу, можна було без проблем замінити навіть у польових умовах під час ведення бою. Для зменшення енергії віддачі ствол мав щілинне дулове гальмо.
75-мм протитанкова гармата з конічним каналом ствола Pak 41 була прийнята на озброєння вермахту навесні 1942 року, і у квітні-травні фірма «Крупп» виготовила 150 таких гармат, після цього їх випуск припинили. Pak 41 була досить дорогою — вартість однієї гармати становила понад 15000 райхсмарок.

### Боєприпаси до гармати
| Виробництво снарядів для Pak 41, тис. од. |      |      |
| Тип снаряду                               | 1942 | 1943 |
| Осколковий                                | 29,3 | 27,2 |
| Підкаліберний (Pzgr.41 W)                 | 27,1 | 7,9  |
| Підкаліберний (Pzgr.41 HK)                | 11   | 41,3 |

### Типи пострілів до гармати
| Характеристики пострілів |                      |                 |                    |                  |                     |
| Тип снаряду              | Позначення           | Вага заряду, кг | Довжина заряду, мм | Вага снаряду, кг | Довжина снаряду, мм |
| Осколковий               | 7,5 cm Sprgr.41      | 2,61            | 238                | 6,9              | 770                 |
| Підкаліберний            | 7,5 cm Pzgr.41 (HK)  | 2,58            | 228                | 7,6              | 755                 |
| Підкаліберний            | 7,5 cm Pzgr.41 (StK) | 2,58            | 228                | 7,6              | 755                 |
| Підкаліберний            | 7,5 cm Pzgr.41W      | 2,48            | 233                | 7,6              | 760                 |

## Зброя схожа за ТТХ та часом застосування
- 75-мм гармата F.R.C Modèle 1935
- 76-мм протитанкова гармата QF 17-pounder
- 75-мм гармата 75/32 modello 37
- 76-мм протитанкова гармата Reșița Model 1943
- 76-мм дивізійна гармата зразка 1942 року (ЗІС-3)
- 75-мм протитанкова гармата Pak 40
- 76-мм протитанкова гармата M5
- 76-мм гармата M1897 на лафеті M2